# Mieke de Vos
Mieke (Maria Johanna) de Vos (Blaricum, 22 oktober 1961) is een Nederlands classica, lerares klassieke talen en vertaalster.

## Biografie
Mieke de Vos bezocht het Barlaeus Gymnasium in Amsterdam. Van 1980 tot 1987 studeerde zij klassieke talen en oude geschiedenis aan de Universiteit van Amsterdam. Na haar afstuderen werkte ze enkele jaren in het volwassenenonderwijs. Sinds 1993 is zij als docent geschiedenis verbonden aan het Gymnasium Felisenum in Velsen-Zuid.
In 2012 promoveerde zij aan de Radboud Universiteit Nijmegen op een onderzoek naar de receptie van het werk van negen Griekse dichteressen uit de klassieke oudheid (Sappho, Corinna, Myrtis, Telesilla, Praxilla, Erinna, Anyte van Tegea, Moero, Nossis) en de rol van gender daarin.
Naast het lesgeven publiceerde zij artikelen en boekbesprekingen in onder meer Intermediair, Hermeneus, Historica, het Jaarboek voor Vrouwengeschiedenis en The History Workshop Journal. 
In 1999 verscheen haar vertaling van gedichten van de Griekse dichteres Sappho. De bundel Niets is zoeter dan Eros met de vijfentwintig mooiste liefdesgedichten van Griekse en Romeinse dichteressen volgde in 2003.
Alles is Eros: hellenistische poëzie over liefde en leven en het idyllisch landschap werd gepubliceerd in 2015. Ik verlang en sta in brand. Van Sapfo tot Sulpicia werd in 2020 uitgegeven. In het nawoord schrijft De Vos dat de namen van een honderdtal vrouwelijke auteurs uit de oudheid bekend zijn, tegenover ongeveer 3000 mannelijke auteurs. In 2022 verscheen haar vertaling van gedichten van Albius Tibullus met als titel Mijn liefste is op het land.
De Vos was lid van het bestuur van de Vereniging voor Vrouwengeschiedenis (sinds 2011: Vereniging voor Gendergeschiedenis). Zij publiceerde over de beperkte aandacht voor de rol van gender en etniciteit in het geschiedenisonderwijs.
Op 12 maart 2022 trad zij toe tot het hoofdbestuur van het Nederlands Klassiek Verbond.

## Werken en vertalingen
- 1999 Sapfo -  Gedichten. Met een nawoord van Doeschka Meijsing. Uitgeverij Atheneum - Polak & Van Gennep, Amsterdam, 3e dr. 2011. ISBN 978-90-253-6850-0
- 2003 Niets is zoeter dan Eros. De 25 mooiste liefdesgedichten van Griekse en Romeinse dichteressen. Met een inleiding van Ilja Leonard Pfeijffer. Uitgeverij Bert Bakker, Amsterdam. 83 p. ISBN 90-351-2505-3
- 2012 Negen aardse muzen. Gender en receptie van dichteressen in het oude Griekenland en Rome. Proefschrift 2012. Radboud Universiteit Nijmegen. 232 p. ISBN 978-90-9026490-5 Digitale versie
- 2015 Alles is Eros: hellenistische poëzie over liefde en leven en het idyllisch landschap. Inleiding van Floris Overduin. (Monobiblos, 2) Uitgeverij Damon, Budel. 120 p. ISBN 978-94-6036219-4
- 2020 Ik verlang en sta in brand. Van Sapfo tot Sulpicia. Uitgeverij Polak & Van Gennep, Amsterdam. 144 p. ISBN 978-90-253-1228-2
- 2022 Tibullus - Mijn liefste is op het land. Gedichten. Uitgeverij Van Oorschot, Amsterdam. 96 p. ISBN 978-90-282-2119-2